# Halichondria papillaris
Halichondria papillaris är en svampdjursart som först beskrevs av Peter Simon Pallas 1766.  Halichondria papillaris ingår i släktet Halichondria och familjen Halichondriidae. Inga underarter finns listade i Catalogue of Life.